# Convocazioni per il campionato europeo maschile di calcio 1996
ĎElenco dei giocatori convocati da ciascuna Nazionale partecipante agli Europei di calcio 1996.

## Gruppo A

### Inghilterra
Allenatore:  Terry Venables
| N. | Pos. | Giocatore        | Data nascita (età) | Pres. | Squadra           |
| -- | ---- | ---------------- | ------------------ | ----- | ----------------- |
| 1  | P    | David Seaman     | 19 settembre 1963  | 24    | Arsenal           |
| 2  | D    | Gary Neville     | 18 febbraio 1975   | 10    | Manchester Utd    |
| 3  | D    | Stuart Pearce    | 24 aprile 1962     | 65    | Nottingham Forest |
| 4  | C    | Paul Ince        | 21 ottobre 1967    | 19    | Inter             |
| 5  | D    | Tony Adams       | 10 ottobre 1966    | 40    | Arsenal           |
| 6  | D    | Gareth Southgate | 3 settembre 1970   | 4     | Aston Villa       |
| 7  | C    | David Platt      | 10 giugno 1966     | 58    | Arsenal           |
| 8  | C    | Paul Gascoigne   | 27 maggio 1967     | 38    | Rangers           |
| 9  | A    | Alan Shearer     | 13 agosto 1970     | 23    | Blackburn         |
| 10 | A    | Teddy Sheringham | 2 aprile 1966      | 15    | Tottenham         |
| 11 | C    | Darren Anderton  | 3 marzo 1972       | 11    | Tottenham         |
| 12 | D    | Steve Howey      | 26 ottobre 1971    | 4     | Newcastle Utd     |
| 13 | P    | Tim Flowers      | 3 febbraio 1967    | 8     | Blackburn         |
| 14 | A    | Nick Barmby      | 11 febbraio 1974   | 6     | Middlesbrough     |
| 15 | C    | Jamie Redknapp   | 25 giugno 1973     | 4     | Liverpool         |
| 16 | D    | Sol Campbell     | 18 settembre 1974  | 1     | Tottenham         |
| 17 | C    | Steve McManaman  | 11 febbraio 1972   | 10    | Liverpool         |
| 18 | A    | Les Ferdinand    | 27 luglio 1967     | 10    | Newcastle Utd     |
| 19 | D    | Philip Neville   | 21 gennaio 1977    | 1     | Manchester Utd    |
| 20 | C    | Steve Stone      | 20 agosto 1971     | 6     | Nottingham Forest |
| 21 | A    | Robbie Fowler    | 9 aprile 1975      | 3     | Liverpool         |
| 22 | P    | Ian Walker       | 31 ottobre 1971    | 2     | Tottenham         |

### Paesi Bassi
Allenatore:  Guus Hiddink
| N. | Pos. | Giocatore         | Data nascita (età) | Pres. | Squadra          |
| -- | ---- | ----------------- | ------------------ | ----- | ---------------- |
| 1  | P    | Edwin van der Sar | 29 ottobre 1970    |       | Ajax             |
| 2  | D    | Michael Reiziger  | 3 maggio 1973      |       | Ajax             |
| 3  | D    | Danny Blind       | 1º agosto 1961     |       | Ajax             |
| 4  | C    | Clarence Seedorf  | 1º aprile 1976     |       | Sampdoria        |
| 5  | D    | Jaap Stam1        | 17 luglio 1972     |       | PSV              |
| 6  | C    | Ronald de Boer    | 15 maggio 1970     |       | Ajax             |
| 7  | A    | Gaston Taument    | 1º ottobre 1970    |       | Feyenoord        |
| 8  | C    | Edgar Davids      | 13 marzo 1973      |       | Ajax             |
| 9  | A    | Patrick Kluivert  | 1º luglio 1976     |       | Ajax             |
| 10 | A    | Dennis Bergkamp   | 18 maggio 1969     |       | Arsenal          |
| 11 | A    | Peter Hoekstra    | 4 aprile 1973      |       | Ajax             |
| 12 | C    | Aron Winter       | 1º marzo 1967      |       | Lazio            |
| 13 | D    | Arthur Numan      | 14 dicembre 1969   |       | PSV              |
| 14 | C    | Richard Witschge  | 20 settembre 1969  |       | Bordeaux         |
| 15 | D    | Winston Bogarde   | 22 ottobre 1970    |       | Ajax             |
| 16 | P    | Ed de Goey        | 20 dicembre 1966   |       | Feyenoord        |
| 17 | A    | Jordi Cruijff     | 9 febbraio 1974    |       | Barcellona       |
| 18 | D    | Johan de Kock     | 25 ottobre 1964    |       | Roda JC          |
| 19 | A    | Youri Mulder      | 23 marzo 1969      |       | Schalke 04       |
| 20 | C    | Philip Cocu       | 29 ottobre 1970    |       | PSV              |
| 21 | P    | Ruud Hesp         | 31 ottobre 1965    |       | Roda JC          |
| 22 | D    | John Veldman      | 24 febbraio 1968   |       | Sparta Rotterdam |

1 infortunato e sostituito da Frank de Boer dell'Ajax.

### Scozia
Allenatore:  Craig Brown
| N. | Pos. | Giocatore        | Data nascita (età) | Pres. | Squadra           |
| -- | ---- | ---------------- | ------------------ | ----- | ----------------- |
| 1  | P    | Jim Leighton     | 24 luglio 1958     |       | Hibernian         |
| 2  | D    | Stewart McKimmie | 27 giugno 1962     |       | Aberdeen          |
| 3  | D    | Tom Boyd         | 24 novembre 1965   |       | Celtic            |
| 4  | D    | Colin Calderwood | 20 gennaio 1965    |       | Tottenham         |
| 5  | D    | Colin Hendry     | 7 dicembre 1965    |       | Blackburn         |
| 6  | D    | Derek Whyte      | 31 agosto 1968     |       | Middlesbrough     |
| 7  | A    | John Spencer     | 11 settembre 1970  |       | Chelsea           |
| 8  | C    | Stuart McCall    | 10 giugno 1964     |       | Rangers           |
| 9  | A    | Ally McCoist     | 24 settembre 1962  |       | Rangers           |
| 10 | C    | Gary McAllister  | 25 dicembre 1964   |       | Leeds Utd         |
| 11 | C    | John Collins     | 31 gennaio 1968    |       | Monaco            |
| 12 | P    | Andy Goram       | 13 aprile 1964     |       | Rangers           |
| 13 | D    | Tosh McKinlay    | 3 dicembre 1964    |       | Celtic            |
| 14 | A    | Gordon Durie     | 6 dicembre 1965    |       | Rangers           |
| 15 | C    | Eoin Jess        | 13 dicembre 1970   |       | Coventry City     |
| 16 | D    | Craig Burley     | 24 settembre 1971  |       | Chelsea           |
| 17 | C    | Billy McKinlay   | 22 aprile 1969     |       | Blackburn         |
| 18 | A    | Kevin Gallacher  | 23 novembre 1966   |       | Blackburn         |
| 19 | C    | Darren Jackson   | 25 luglio 1966     |       | Hibernian         |
| 20 | A    | Scott Booth      | 16 dicembre 1971   |       | Aberdeen          |
| 21 | C    | Scot Gemmill     | 2 gennaio 1971     |       | Nottingham Forest |
| 22 | P    | Nicky Walker     | 29 settembre 1962  |       | Partick Thistle   |

### Svizzera
Allenatore:  Artur Jorge
| N. | Pos. | Giocatore           | Data nascita (età) | Pres. | Squadra           |
| -- | ---- | ------------------- | ------------------ | ----- | ----------------- |
| 1  | P    | Marco Pascolo       | 9 maggio 1966      |       | Servette          |
| 2  | D    | Marc Hottiger       | 7 novembre 1967    |       | Everton           |
| 3  | D    | Yvan Quentin        | 2 maggio 1970      |       | Sion              |
| 4  | D    | Stéphane Henchoz    | 7 marzo 1974       |       | Amburgo           |
| 5  | D    | Alain Geiger        | 5 novembre 1960    |       | Grasshoppers      |
| 6  | C    | Raphaël Wicky       | 26 aprile 1977     |       | Sion              |
| 7  | A    | Sébastien Fournier  | 27 giugno 1971     |       | Sion              |
| 8  | C    | Patrick Sylvestre   | 1º settembre 1968  |       | Sion              |
| 9  | A    | Marco Grassi        | 8 agosto 1968      |       | Rennes            |
| 10 | C    | Ciriaco Sforza      | 2 marzo 1970       |       | Bayern Monaco     |
| 11 | A    | Stéphane Chapuisat  | 28 giugno 1969     |       | Borussia Dortmund |
| 12 | P    | Stephan Lehmann     | 15 agosto 1963     |       | Sion              |
| 13 | D    | Sébastien Jeanneret | 12 dicembre 1973   |       | Neuchâtel Xamax   |
| 14 | A    | Kubilay Türkyılmaz  | 4 marzo 1967       |       | Grasshoppers      |
| 15 | D    | Ramon Vega          | 14 giugno 1971     |       | Grasshoppers      |
| 16 | C    | Marcel Koller       | 11 novembre 1960   |       | Grasshoppers      |
| 17 | C    | Johann Vogel        | 8 marzo 1977       |       | Grasshoppers      |
| 18 | C    | Régis Rothenbühler  | 11 ottobre 1970    |       | Neuchâtel Xamax   |
| 19 | A    | David Sesa          | 10 luglio 1973     |       | Servette          |
| 20 | C    | Alexandre Comisetti | 21 luglio 1973     |       | Grasshoppers      |
| 21 | C    | Christophe Bonvin   | 14 aprile 1965     |       | Sion              |
| 22 | P    | Joël Corminbœuf     | 16 marzo 1964      |       | Neuchâtel Xamax   |

## Gruppo B

### Bulgaria
Allenatore:  Dimităr Penev
| N. | Pos. | Giocatore         | Data nascita (età) | Pres. | Squadra          |
| -- | ---- | ----------------- | ------------------ | ----- | ---------------- |
| 1  | P    | Borislav Mihajlov | 12 febbraio 1962   |       | Reading          |
| 2  | D    | Radostin Kišišev  | 30 luglio 1974     |       | Nafteks Burgas   |
| 3  | D    | Trifon Ivanov     | 27 luglio 1965     |       | Rapid Vienna     |
| 4  | D    | Ilijan Kirjakov   | 4 agosto 1967      |       | Aberdeen         |
| 5  | D    | Petăr Hubčev      | 26 febbraio 1964   |       | Amburgo          |
| 6  | C    | Zlatko Jankov     | 7 agosto 1966      |       | Uerdingen 05     |
| 7  | A    | Emil Kostadinov   | 12 agosto 1967     |       | Bayern Monaco    |
| 8  | A    | Hristo Stoičkov   | 8 febbraio 1966    |       | Parma            |
| 9  | A    | Ljuboslav Penev   | 31 agosto 1966     |       | Atlético Madrid  |
| 10 | C    | Krasimir Balăkov  | 29 marzo 1966      |       | Stoccarda        |
| 11 | C    | Jordan Lečkov     | 9 luglio 1967      |       | Amburgo          |
| 12 | P    | Dimităr Popov     | 27 febbraio 1970   |       | CSKA Sofia       |
| 13 | C    | Bončo Genčev      | 7 luglio 1964      |       | Luton Town       |
| 14 | A    | Nasko Sirakov     | 26 luglio 1962     |       | Slavia Sofia     |
| 15 | C    | Ivajlo Jordanov   | 22 aprile 1968     |       | Sporting Lisbona |
| 16 | C    | Daniel Borimirov  | 16 gennaio 1970    |       | Monaco 1860      |
| 17 | D    | Emil Kremenliev   | 13 agosto 1969     |       | Olympiacos       |
| 18 | D    | Canko Cvetanov    | 6 gennaio 1970     |       | Waldhof Mannheim |
| 19 | D    | Gošo Ginčev       | 11 dicembre 1969   |       | Denizlispor      |
| 20 | A    | Georgi Donkov     | 2 giugno 1970      |       | Bochum           |
| 21 | C    | Ivo Georgiev      | 12 maggio 1972     |       | Spartak Varna    |
| 22 | P    | Zdravko Zdravkov  | 4 ottobre 1970     |       | Slavia Sofia     |

### Francia
Allenatore:  Aimé Jacquet
| N. | Pos. | Giocatore          | Data nascita (età) | Pres. | Squadra             |
| -- | ---- | ------------------ | ------------------ | ----- | ------------------- |
| 1  | P    | Bernard Lama       | 7 aprile 1963      |       | Paris Saint-Germain |
| 2  | D    | Jocelyn Angloma    | 7 agosto 1965      |       | Torino              |
| 3  | D    | Éric Di Meco       | 7 settembre 1963   |       | Monaco              |
| 4  | D    | Frank Lebœuf       | 22 gennaio 1968    |       | Strasburgo          |
| 5  | D    | Laurent Blanc      | 19 febbraio 1965   |       | Auxerre             |
| 6  | C    | Vincent Guérin     | 22 novembre 1965   |       | Paris Saint-Germain |
| 7  | C    | Didier Deschamps   | 15 ottobre 1968    | 50    | Juventus            |
| 8  | D    | Marcel Desailly    | 7 settembre 1968   | 23    | Milan               |
| 9  | A    | Youri Djorkaeff    | 9 marzo 1968       | 17    | Paris Saint-Germain |
| 10 | C    | Zinédine Zidane    | 23 giugno 1972     | 12    | Bordeaux            |
| 11 | A    | Patrice Loko       | 6 febbraio 1970    |       | Paris Saint-Germain |
| 12 | D    | Bixente Lizarazu   | 9 dicembre 1969    |       | Bordeaux            |
| 13 | A    | Christophe Dugarry | 24 marzo 1972      |       | Bordeaux            |
| 14 | C    | Sabri Lamouchi     | 9 novembre 1971    |       | Auxerre             |
| 15 | D    | Lilian Thuram      | 1º gennaio 1972    |       | Monaco              |
| 16 | P    | Fabien Barthez     | 28 giugno 1971     |       | Monaco              |
| 17 | A    | Mickaël Madar      | 8 maggio 1968      |       | Monaco              |
| 18 | C    | Reynald Pedros     | 10 ottobre 1971    |       | Nantes              |
| 19 | C    | Christian Karembeu | 3 dicembre 1970    |       | Sampdoria           |
| 20 | D    | Alain Roche        | 14 ottobre 1967    |       | Paris Saint-Germain |
| 21 | C    | Corentin Martins   | 11 luglio 1969     |       | Auxerre             |
| 22 | P    | Bruno Martini      | 25 gennaio 1962    |       | Montpellier         |

### Romania
Allenatore:  Anghel Iordănescu
| N. | Pos. | Giocatore          | Data nascita (età) | Pres. | Squadra          |
| -- | ---- | ------------------ | ------------------ | ----- | ---------------- |
| 1  | P    | Bogdan Stelea      | 5 dicembre 1967    |       | Steaua Bucarest  |
| 2  | D    | Dan Petrescu       | 22 dicembre 1967   |       | Chelsea          |
| 3  | D    | Daniel Prodan      | 23 marzo 1972      |       | Steaua Bucarest  |
| 4  | D    | Miodrag Belodedici | 20 maggio 1964     |       | Villarreal       |
| 5  | C    | Ioan Lupescu       | 9 dicembre 1968    |       | Bayer Leverkusen |
| 6  | C    | Gheorghe Popescu   | 9 dicembre 1967    |       | Barcellona       |
| 7  | A    | Marius Lăcătuș     | 5 aprile 1964      |       | Steaua Bucarest  |
| 8  | C    | Ioan Sabău         | 12 febbraio 1968   |       | Brescia          |
| 9  | A    | Florin Răducioiu   | 17 marzo 1970      |       | Espanyol         |
| 10 | C    | Gheorghe Hagi      | 25 febbraio 1965   |       | Barcellona       |
| 11 | C    | Dorinel Munteanu   | 25 giugno 1968     |       | Colonia          |
| 12 | P    | Florin Prunea      | 18 giugno 1970     |       | Dinamo Bucarest  |
| 13 | D    | Tibor Selymes      | 14 maggio 1970     |       | Cercle Bruges    |
| 14 | C    | Constantin Gâlcă   | 8 marzo 1972       |       | Steaua Bucarest  |
| 15 | D    | Anton Doboș        | 13 ottobre 1965    |       | Steaua Bucarest  |
| 16 | D    | Gheorghe Mihali    | 9 dicembre 1965    |       | Guingamp         |
| 17 | D    | Iulian Filipescu   | 29 marzo 1974      |       | Steaua Bucarest  |
| 18 | C    | Ovidiu Stîngă      | 5 dicembre 1972    |       | Salamanca UDS    |
| 19 | A    | Adrian Ilie        | 20 aprile 1974     |       | Steaua Bucarest  |
| 20 | A    | Viorel Moldovan    | 8 luglio 1972      |       | Neuchâtel Xamax  |
| 21 | A    | Ion Vlădoiu        | 5 novembre 1968    |       | Steaua Bucarest  |
| 22 | P    | Florin Tene        | 10 novembre 1968   |       | Rapid Bucarest   |

### Spagna
Allenatore:  Javier Clemente
| N. | Pos. | Giocatore            | Data nascita (età) | Pres. | Squadra             |
| -- | ---- | -------------------- | ------------------ | ----- | ------------------- |
| 1  | P    | Andoni Zubizarreta   | 23 ottobre 1961    |       | Valencia            |
| 2  | C    | Juan Manuel López    | 3 settembre 1969   |       | Atlético Madrid     |
| 3  | D    | Alberto Belsué       | 2 marzo 1968       |       | Real Saragozza      |
| 4  | D    | Rafael Alkorta       | 16 settembre 1968  |       | Real Madrid         |
| 5  | D    | Abelardo             | 19 marzo 1970      |       | Barcellona          |
| 6  | C    | Fernando Hierro      | 23 marzo 1968      |       | Real Madrid         |
| 7  | A    | José Emilio Amavisca | 19 giugno 1971     |       | Real Madrid         |
| 8  | C    | Julen Guerrero       | 7 gennaio 1974     |       | Athletic Bilbao     |
| 9  | A    | Juan Antonio Pizzi   | 7 giugno 1968      |       | Tenerife            |
| 10 | C    | Donato               | 30 dicembre 1962   |       | Deportivo La Coruña |
| 11 | A    | Alfonso              | 26 settembre 1972  |       | Betis               |
| 12 | D    | Sergi                | 28 dicembre 1971   |       | Barcellona          |
| 13 | P    | Santiago Cañizares   | 18 dicembre 1969   |       | Real Madrid         |
| 14 | A    | Kiko                 | 26 aprile 1972     |       | Atlético Madrid     |
| 15 | C    | José Luis Caminero   | 8 novembre 1967    |       | Atlético Madrid     |
| 16 | D    | Jorge Otero          | 28 gennaio 1969    |       | Valencia            |
| 17 | A    | Javier Manjarín      | 31 dicembre 1969   |       | Deportivo La Coruña |
| 18 | C    | Guillermo Amor       | 4 dicembre 1967    |       | Barcellona          |
| 19 | A    | Julio Salinas        | 11 settembre 1962  |       | Sporting Gijón      |
| 20 | D    | Miguel Ángel Nadal   | 28 luglio 1966     |       | Barcellona          |
| 21 | C    | Luis Enrique         | 8 maggio 1970      |       | Real Madrid         |
| 22 | P    | José Molina          | 8 agosto 1970      |       | Atlético Madrid     |

## Gruppo C

### Germania
Allenatore:  Berti Vogts
| N. | Pos. | Giocatore        | Data nascita (età) | Pres. | Squadra               |
| -- | ---- | ---------------- | ------------------ | ----- | --------------------- |
| 1  | P    | Andreas Köpke    | 12 marzo 1962      |       | Eintracht Francoforte |
| 2  | D    | Stefan Reuter    | 16 ottobre 1966    |       | Borussia Dortmund     |
| 3  | C    | Marco Bode       | 23 luglio 1969     |       | Werder Brema          |
| 4  | C    | Steffen Freund   | 19 gennaio 1970    |       | Borussia Dortmund     |
| 5  | D    | Thomas Helmer    | 21 aprile 1965     |       | Bayern Monaco         |
| 6  | D    | Matthias Sammer  | 5 settembre 1967   |       | Borussia Dortmund     |
| 7  | C    | Andreas Möller   | 2 settembre 1967   |       | Borussia Dortmund     |
| 8  | C    | Mehmet Scholl    | 16 ottobre 1970    |       | Bayern Monaco         |
| 9  | A    | Fredi Bobic      | 30 ottobre 1971    |       | Stoccarda             |
| 10 | C    | Thomas Häßler    | 30 maggio 1966     |       | Karlsruhe             |
| 11 | A    | Stefan Kuntz     | 30 ottobre 1962    |       | Beşiktaş              |
| 12 | P    | Oliver Kahn      | 15 giugno 1969     |       | Bayern Monaco         |
| 13 | C    | Mario Basler     | 18 dicembre 1968   |       | Werder Brema          |
| 14 | D    | Markus Babbel    | 8 settembre 1972   |       | Bayern Monaco         |
| 15 | D    | Jürgen Kohler    | 6 ottobre 1965     |       | Borussia Dortmund     |
| 16 | D    | René Schneider   | 1º febbraio 1973   |       | Hansa Rostock         |
| 17 | C    | Christian Ziege  | 1º febbraio 1972   |       | Bayern Monaco         |
| 18 | A    | Jürgen Klinsmann | 30 luglio 1964     |       | Bayern Monaco         |
| 19 | C    | Thomas Strunz    | 25 aprile 1968     |       | Bayern Monaco         |
| 20 | A    | Oliver Bierhoff  | 1º maggio 1968     |       | Udinese               |
| 21 | C    | Dieter Eilts     | 13 dicembre 1964   |       | Werder Brema          |
| 22 | P    | Oliver Reck      | 27 febbraio 1965   |       | Werder Brema          |
| 23 | C    | Jens Todt        | 5 gennaio 1970     |       | Friburgo              |

### Italia
Allenatore:  Arrigo Sacchi
| N. | Pos. | Giocatore             | Data nascita (età) | Pres. | Squadra       |
| -- | ---- | --------------------- | ------------------ | ----- | ------------- |
| 1  | P    | Angelo Peruzzi        | 16 febbraio 1970   |       | Juventus      |
| 2  | D    | Luigi Apolloni        | 2 maggio 1967      |       | Parma         |
| 3  | D    | Paolo Maldini         | 26 giugno 1968     |       | Milan         |
| 4  | D    | Amedeo Carboni        | 6 aprile 1965      |       | Roma          |
| 5  | D    | Alessandro Costacurta | 24 aprile 1966     |       | Milan         |
| 6  | D    | Alessandro Nesta      | 19 marzo 1976      |       | Lazio         |
| 7  | C    | Roberto Donadoni      | 9 settembre 1963   |       | MetroStars NY |
| 8  | D    | Roberto Mussi         | 25 agosto 1963     |       | Parma         |
| 9  | D    | Moreno Torricelli     | 23 gennaio 1970    |       | Juventus      |
| 10 | C    | Demetrio Albertini    | 23 agosto 1971     |       | Milan         |
| 11 | C    | Dino Baggio           | 24 luglio 1971     |       | Parma         |
| 12 | P    | Francesco Toldo       | 2 dicembre 1971    |       | Fiorentina    |
| 13 | C    | Fabio Rossitto        | 21 settembre 1971  |       | Udinese       |
| 14 | A    | Alessandro Del Piero  | 9 novembre 1974    |       | Juventus      |
| 15 | C    | Angelo Di Livio       | 26 luglio 1966     |       | Juventus      |
| 16 | C    | Roberto Di Matteo     | 29 maggio 1970     |       | Lazio         |
| 17 | C    | Diego Fuser           | 11 novembre 1968   |       | Lazio         |
| 18 | A    | Pierluigi Casiraghi   | 4 marzo 1969       |       | Lazio         |
| 19 | A    | Enrico Chiesa         | 29 dicembre 1970   |       | Sampdoria     |
| 20 | A    | Fabrizio Ravanelli    | 12 novembre 1968   |       | Juventus      |
| 21 | A    | Gianfranco Zola       | 5 luglio 1966      |       | Parma         |
| 22 | P    | Luca Bucci            | 13 marzo 1969      |       | Parma         |

### Repubblica Ceca
Allenatore:  Dušan Uhrin
| N. | Pos. | Giocatore       | Data nascita (età) | Pres. | Squadra           |
| -- | ---- | --------------- | ------------------ | ----- | ----------------- |
| 1  | P    | Petr Kouba      | 28 novembre 1969   |       | Sparta Praga      |
| 2  | C    | Radoslav Látal  | 6 gennaio 1970     |       | Schalke 04        |
| 3  | D    | Jan Suchopárek  | 23 settembre 1969  |       | Slavia Praga      |
| 4  | C    | Pavel Nedvěd    | 30 agosto 1972     |       | Sparta Praga      |
| 5  | D    | Miroslav Kadlec | 22 giugno 1964     |       | Kaiserslautern    |
| 6  | C    | Václav Němeček  | 25 gennaio 1967    |       | Servette          |
| 7  | C    | Jiří Němec      | 16 maggio 1966     |       | Schalke 04        |
| 8  | A    | Karel Poborský  | 30 marzo 1972      |       | Slavia Praga      |
| 9  | A    | Pavel Kuka      | 9 luglio 1968      |       | Kaiserslautern    |
| 10 | A    | Radek Drulák    | 12 gennaio 1962    |       | Petra Drnovice    |
| 11 | C    | Martin Frýdek   | 9 marzo 1969       |       | Sparta Praga      |
| 12 | D    | Luboš Kubík     | 20 gennaio 1964    |       | Petra Drnovice    |
| 13 | C    | Radek Bejbl     | 29 agosto 1972     |       | Slavia Praga      |
| 14 | C    | Patrik Berger   | 10 novembre 1973   |       | Borussia Dortmund |
| 15 | D    | Michal Horňák   | 28 aprile 1970     |       | Sparta Praga      |
| 16 | P    | Pavel Srníček   | 10 marzo 1968      |       | Newcastle Utd     |
| 17 | A    | Vladimír Šmicer | 24 maggio 1973     |       | Slavia Praga      |
| 18 | A    | Martin Kotůlek  | 11 settembre 1969  |       | Sigma Olomouc     |
| 19 | D    | Karel Rada      | 2 marzo 1971       |       | Sigma Olomouc     |
| 20 | C    | Pavel Novotný   | 14 settembre 1973  |       | Slavia Praga      |
| 21 | A    | Milan Kerbr     | 9 giugno 1967      |       | Sigma Olomouc     |
| 22 | P    | Ladislav Maier  | 4 gennaio 1966     |       | Slovan Liberec    |

### Russia
Allenatore:  Oleg Romancev
| N. | Pos. | Giocatore            | Data nascita (età) | Pres. | Squadra             |
| -- | ---- | -------------------- | ------------------ | ----- | ------------------- |
| 1  | P    | Dmitrij Charin       | 16 agosto 1968     | 35    | Chelsea             |
| 2  | D    | Omari Tetradze       | 13 ottobre 1969    | 23    | Alanija Vladikavkaz |
| 3  | D    | Jurij Nikiforov      | 16 settembre 1970  | 30    | Spartak Mosca       |
| 4  | C    | Il'ja Cymbalar'      | 17 giugno 1969     | 16    | Spartak Mosca       |
| 5  | D    | Jurij Kovtun         | 5 gennaio 1970     | 16    | Dinamo Mosca        |
| 6  | C    | Valerij Karpin       | 2 febbraio 1969    | 31    | Real Sociedad       |
| 7  | D    | Viktor Onopko        | 14 ottobre 1969    | 43    | Real Oviedo         |
| 8  | C    | Andrej Kančel'skis   | 23 gennaio 1969    | 44    | Everton             |
| 9  | A    | Igor' Kolyvanov      | 6 marzo 1968       | 42    | Foggia              |
| 10 | C    | Aleksandr Mostovoj   | 22 agosto 1968     | 32    | Strasburgo          |
| 11 | A    | Sergej Kir'jakov     | 1º gennaio 1970    | 35    | Karlsruhe           |
| 12 | P    | Stanislav Čerčesov   | 2 settembre 1963   | 36    | Tirol Innsbruck     |
| 13 | D    | Evgenij Bušmanov     | 2 novembre 1971    | 3     | CSKA Mosca          |
| 14 | A    | Igor' Dobrovol'skij  | 27 agosto 1967     | 45    | svincolato          |
| 15 | C    | Igor Šalimov         | 2 febbraio 1969    | 44    | Udinese             |
| 16 | A    | Igor' Simutenkov     | 3 aprile 1973      | 7     | Reggiana            |
| 17 | C    | Vladimir Besčastnykh | 1º aprile 1974     | 18    | Werder Brema        |
| 18 | C    | Igor' Janovskij      | 3 agosto 1974      | 2     | Alanija Vladikavkaz |
| 19 | C    | Vladislav Radimov    | 26 novembre 1975   | 9     | CSKA Mosca          |
| 20 | D    | Sergej Gorlukovič    | 18 novembre 1967   | 37    | Spartak Mosca       |
| 21 | C    | Dmitrij Chochlov     | 22 dicembre 1975   | 0     | CSKA Mosca          |
| 22 | P    | Sergej Ovčinnikov    | 10 novembre 1970   | 3     | Lokomotiv Mosca     |

## Gruppo D

### Croazia
Allenatore:  Miroslav Blažević
| N. | Pos. | Giocatore         | Data nascita (età) | Pres. | Squadra         |
| -- | ---- | ----------------- | ------------------ | ----- | --------------- |
| 1  | P    | Dražen Ladić      | 1º gennaio 1963    |       | Dinamo Zagabria |
| 2  | C    | Nikola Jurčević   | 14 settembre 1966  |       | Friburgo        |
| 3  | D    | Robert Jarni      | 26 ottobre 1968    |       | Betis           |
| 4  | D    | Igor Štimac       | 6 settembre 1967   |       | Derby County    |
| 5  | D    | Nikola Jerkan     | 8 dicembre 1964    |       | Real Oviedo     |
| 6  | D    | Slaven Bilić      | 11 settembre 1968  |       | Karlsruhe       |
| 7  | C    | Aljoša Asanović   | 14 dicembre 1965   |       | Hajduk Spalato  |
| 8  | C    | Robert Prosinečki | 12 gennaio 1969    |       | Barcellona      |
| 9  | A    | Davor Šuker       | 1º gennaio 1968    |       | Siviglia        |
| 10 | C    | Zvonimir Boban    | 8 dicembre 1968    |       | Milan           |
| 11 | A    | Alen Bokšić       | 21 gennaio 1970    |       | Lazio           |
| 12 | P    | Marijan Mrmić     | 6 maggio 1965      |       | Beşiktaş        |
| 13 | C    | Mario Stanić      | 10 aprile 1972     |       | Club Bruges     |
| 14 | D    | Zvonimir Soldo    | 2 novembre 1967    |       | Dinamo Zagabria |
| 15 | D    | Dubravko Pavličić | 28 novembre 1967   |       | Hércules        |
| 16 | C    | Mladen Mladenović | 13 settembre 1964  |       | Gamba Osaka     |
| 17 | A    | Igor Pamić        | 19 novembre 1969   |       | Osijek          |
| 18 | D    | Elvis Brajković   | 12 giugno 1969     |       | Monaco 1860     |
| 19 | A    | Goran Vlaović     | 7 agosto 1972      |       | Padova          |
| 20 | D    | Dario Šimić       | 12 novembre 1975   |       | Dinamo Zagabria |
| 21 | A    | Igor Cvitanović   | 1º novembre 1970   |       | Dinamo Zagabria |
| 22 | P    | Tonči Gabrić      | 11 novembre 1961   |       | Hajduk Spalato  |

### Danimarca
Allenatore:  Richard Møller-Nielsen
| N. | Pos. | Giocatore           | Data nascita (età) | Pres. | Squadra         |
| -- | ---- | ------------------- | ------------------ | ----- | --------------- |
| 1  | P    | Peter Schmeichel    | 18 novembre 1963   |       | Manchester Utd  |
| 2  | D    | Thomas Helveg       | 24 giugno 1971     |       | Udinese         |
| 3  | D    | Marc Rieper         | 5 giugno 1968      |       | West Ham Utd    |
| 4  | D    | Lars Olsen          | 2 febbraio 1961    |       | Brøndby         |
| 5  | D    | Jes Høgh            | 7 dicembre 1966    |       | Fenerbahçe      |
| 6  | C    | Michael Schjønberg  | 19 gennaio 1967    |       | Odense          |
| 7  | C    | Brian Steen Nielsen | 28 dicembre 1968   |       | Odense          |
| 8  | C    | Claus Thomsen       | 31 maggio 1970     |       | Ipswich Town    |
| 9  | A    | Mikkel Beck         | 12 maggio 1973     |       | Fortuna Colonia |
| 10 | C    | Michael Laudrup     | 15 giugno 1964     |       | Real Madrid     |
| 11 | A    | Brian Laudrup       | 22 febbraio 1969   |       | Rangers         |
| 12 | D    | Torben Piechnik     | 21 maggio 1963     |       | Aarhus          |
| 13 | C    | Henrik Larsen       | 17 maggio 1966     |       | Lyngby          |
| 14 | D    | Jens Risager        | 9 aprile 1971      |       | Brøndby         |
| 15 | A    | Erik Bo Andersen    | 14 novembre 1970   |       | Rangers         |
| 16 | P    | Lars Høgh           | 14 gennaio 1959    |       | Odense          |
| 17 | C    | Allan Nielsen       | 13 marzo 1971      |       | Brøndby         |
| 18 | C    | Kim Vilfort         | 15 novembre 1962   |       | Brøndby         |
| 19 | C    | Stig Tøfting        | 14 agosto 1969     |       | Aarhus          |
| 20 | D    | Jacob Laursen       | 6 ottobre 1971     |       | Silkeborg       |
| 21 | A    | Søren Andersen      | 31 gennaio 1970    |       | Aalborg         |
| 22 | P    | Mogens Krogh        | 31 ottobre 1963    |       | Brøndby         |

### Portogallo
Allenatore:  António Oliveira
| N. | Pos. | Giocatore          | Data nascita (età) | Pres. | Squadra           |
| -- | ---- | ------------------ | ------------------ | ----- | ----------------- |
| 1  | P    | Vítor Baía         | 15 ottobre 1969    |       | Porto             |
| 2  | D    | Carlos Secretário  | 12 maggio 1970     |       | Porto             |
| 3  | C    | Paulinho Santos    | 21 novembre 1970   |       | Porto             |
| 4  | C    | Oceano             | 29 luglio 1962     |       | Sporting Lisbona  |
| 5  | D    | Fernando Couto     | 2 agosto 1969      |       | Parma             |
| 6  | C    | José Tavares       | 25 aprile 1965     |       | Boavista          |
| 7  | C    | Vítor Paneira      | 16 febbraio 1966   |       | Vitória Guimarães |
| 8  | A    | João Pinto         | 19 agosto 1971     |       | Benfica           |
| 9  | A    | Ricardo Sá Pinto   | 10 ottobre 1972    |       | Sporting Lisbona  |
| 10 | C    | Rui Costa          | 29 marzo 1972      |       | Fiorentina        |
| 11 | A    | Jorge Cadete       | 27 agosto 1968     |       | Celtic            |
| 12 | P    | Alfredo Castro     | 5 ottobre 1962     |       | Boavista          |
| 13 | D    | Dimas              | 16 febbraio 1969   |       | Benfica           |
| 14 | A    | Pedro Barbosa      | 6 agosto 1970      |       | Sporting Lisbona  |
| 15 | A    | Domingos Paciência | 2 gennaio 1969     |       | Porto             |
| 16 | D    | Hélder             | 21 marzo 1971      |       | Benfica           |
| 17 | A    | Hugo Porfírio      | 28 settembre 1973  |       | União Leiria      |
| 18 | A    | António Folha      | 21 maggio 1971     |       | Porto             |
| 19 | C    | Paulo Sousa        | 30 agosto 1970     |       | Juventus          |
| 20 | C    | Luís Figo          | 4 novembre 1972    |       | Barcellona        |
| 21 | D    | Paulo Madeira      | 6 settembre 1970   |       | Belenenses        |
| 22 | P    | Rui Correia        | 22 ottobre 1967    |       | Braga             |

### Turchia
Allenatore:  Fatih Terim
| N. | Pos. | Giocatore         | Data nascita (età) | Pres. | Squadra        |
| -- | ---- | ----------------- | ------------------ | ----- | -------------- |
| 1  | P    | Adnan Erkan       | 15 gennaio 1968    |       | Ankaragücü     |
| 2  | D    | Recep Çetin       | 1º ottobre 1965    |       | Beşiktaş       |
| 3  | D    | Alpay Özalan      | 29 maggio 1973     |       | Beşiktaş       |
| 4  | C    | Vedat İnceefe     | 1º aprile 1974     |       | Karabükspor    |
| 5  | C    | Tugay Kerimoğlu   | 24 agosto 1970     |       | Galatasaray    |
| 6  | A    | Ertuğrul Sağlam   | 19 novembre 1969   |       | Beşiktaş       |
| 7  | A    | Hami Mandıralı    | 20 luglio 1968     |       | Trabzonspor    |
| 8  | D    | Ogün Temizkanoğlu | 6 ottobre 1969     |       | Trabzonspor    |
| 9  | A    | Hakan Şükür       | 1º settembre 1971  |       | Galatasaray    |
| 10 | C    | Oğuz Çetin        | 15 febbraio 1963   |       | Fenerbahçe     |
| 11 | A    | Orhan Çıkırıkçı   | 15 aprile 1967     |       | Trabzonspor    |
| 12 | A    | Faruk Yiğit       | 15 aprile 1968     |       | Kocaelispor    |
| 13 | D    | Rahim Zafer       | 25 gennaio 1971    |       | Gençlerbirliği |
| 14 | A    | Saffet Sancaklı   | 27 febbraio 1966   |       | Kocaelispor    |
| 15 | C    | Tayfun Korkut     | 2 aprile 1974      |       | Fenerbahçe     |
| 16 | C    | Sergen Yalçın     | 10 maggio 1972     |       | Beşiktaş       |
| 17 | C    | Abdullah Ercan    | 8 dicembre 1971    |       | Trabzonspor    |
| 18 | A    | Arif Erdem        | 1º febbraio 1972   |       | Galatasaray    |
| 19 | C    | Tolunay Kafkas    | 31 marzo 1968      |       | Trabzonspor    |
| 20 | D    | Bülent Korkmaz    | 24 novembre 1968   |       | Galatasaray    |
| 21 | P    | Şanver Göymen     | 22 gennaio 1967    |       | Altay          |
| 22 | P    | Rüştü Reçber      | 10 maggio 1973     |       | Fenerbahçe     |